# Цубаме
 Цубаме  (јап. 燕市) град је у Јапану у префектури Нигата. Према попису становништва од 30. априла 2011. у граду је живело 83.176 становника.
Град је настао 31. марта 1954 год. Удруживањем 4 града и села. Након 52 године 20. марта 2006 год. Цубаме се удружује са Бунсујем и Јошидом из Нишиканабара округа формирајући нови град Цубаме.